# Sopot
Sopot (Caixubi: Sopòt; alemany: Zoppot) és una ciutat de Polònia localitzada a la costa sud del Mar Bàltic, pertanyent a l'àrea metropolitana anomenada Trojmiasto (Triciutat), amb ciutats com Gdańsk i Gdynia. Sopot es troba a la regió de Pomerània de l'Est al nord-oest de Polònia, i és alhora una capital del powiat al voivodat de Pomerània. La ciutat és coneguda com un important centre de salut i turisme, i es caracteritza per tenir el moll de fusta més llarg d'Europa (anomenat Molo, amb una longitud total de 515,5 m), des d'on es té una vista panoràmica de la Badia de Gdańsk. Sopot també és famosa pel Festival Internacional de la Cançó de Sopot que, després del Festival d'Eurovisió, és el segon esdeveniment en importància entre els del seu tipus a Europa.

## El nom
El nom de Sopot ve de l'antiga paraula en llengua eslava que podria traduir-se com "primavera". Inicialment es va conèixer com a Sopoth (1283) i Sopot (1291).

## Història

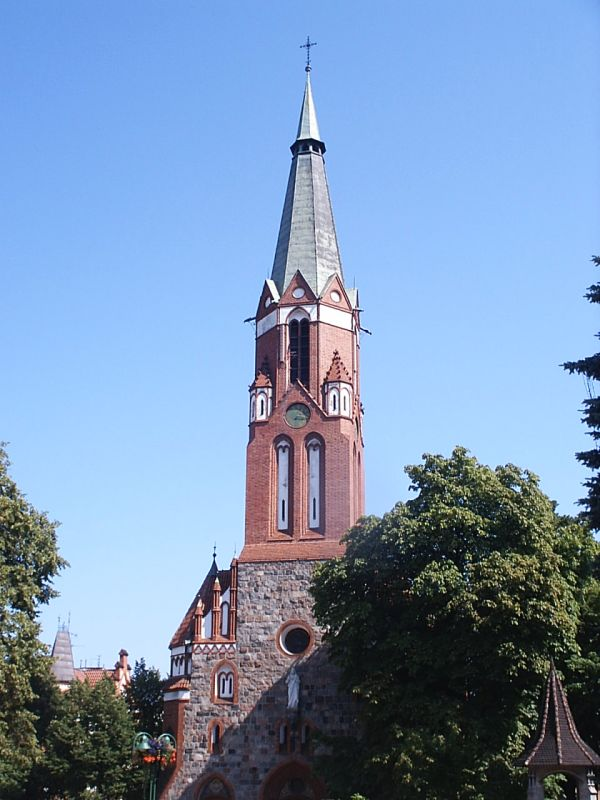
Església de Sant Jordi

Sopot va ser fundada com un assentament eslau (Pomerània) el Segle VII. Als seus inicis, feia de punt d'enllaç fluvial riu amunt amb Vístulai amb ciutats a l'altre costat del Mar Bàltic. Amb el temps, la importància de l'assentament va anar decreixent, de tal manera que en el Segle X s'havia transformat en un petit poble de pescadors. Un segle després, la zona es va tornar a poblar i dos petits assentaments es van fundar en les àrees que avui ocupa Sopot: Stawowie i Gręzowo, dependents d'una abadia d'Orde del Cister a Oliwa. Una altra de les poblacions que constituïxen el que avui és la ciutat de Sopot, Świemirowo, apareix esmentada per primera vegada el 1212 en un document de Mściwój I, duc de Gdańsk, qui l'atorgava a un monestir norbertià de la propera Żukowo.
La població de Sopot va ser esmentada per primera vegada el 1283, com a assentament de pescadors depenent dels cistercencs. Cap al 1316, l'abadia va adquirir tots els assentaments de la zona i, per tant, va passar a administrar tota l'àrea d'influència. Després del tractat de pau de Toruń de 1466, la zona va ser incorporada a Polònia.
El balneari de Gdańsk s'ha mantingut en activitat des del segle xvi, on la majoria de la famílies nobles de Gdańsk hi havien construït les seves residències i palaus. Durant les negociacions del tractat de pau de Oliwa, el mateix rei de Polònia Joan II Casimir Vasa hi va viure, mentre que el negociador suec Magnus Gabriel De la Gardie es va allotjar en una residència que va passar a denominar-se Residència sueca des de llavors. El 1733, durant la Guerra de la Successió Polonesa, les tropes russes van assetjar la veïna ciutat de Gdańsk, i un any després van destruir i van incendiar la ciutat de Sopot, deixant-la en ruïnes. Després de la guerra, Sopot va ser deshabitada i les seves residències abandonades fins a mitjan segle xviii. Entre 1757 i 1758 la major part de les residències destruïdes van ser comprades per una família pomeraniana de Przebendowski. El general Józef Przebendowski va adquirir 9 palaus amb els seus corresponents jardins, i el 1786 la seva vídua Bernardyna Przebendowska nee Kleist va comprar els dos restants. El 1772, després de la Primera secessió de Polònia, Sopot va ser annexada pel regne de Prússia. Després de les noves lleis dictades per Frederic II el Gran, les propietats de l'església van ser confiscades per l'estat. La població va ser llavors reconstruïda, i el 1806 el lloc va ser venut a Carl Christoph Wegner, un mercader de Gdańsk.
El 1819, Wegner va inaugurar el primer centre d'aigües termals de Sopot, i va intentar publicitar-lo entre els habitants de Danzig, encara que va ser un fracàs comercial. No obstant això, el 1823 un ex mèdic de l'exèrcit francès, de nom Jean Georg Haffner, va finançar un nou complex termal, que es va fer bastant conegut. En els anys que van seguir, Haffner va construir diversos banys similars a l'anterior. El 1824 un sanatori va ser obert al públic, i es van construir a més un moll de 63 m i un parc. Després de la defunció de Haffner el 1830, la seva obra va ser continuada pel seu fillastre Ernst Adolf Böttcher. Aquest últim va continuar desenvolupant la zona, i cap al 1842 es van inaugurar un nou teatre i un nou sanatori. En aquests llavors, el nombre de turistes que visitava Sopot va créixer fins a arribar a prop dels 1.200. Cap al 1870, es construeix connexió ferroviària Gdańsk - Kołobrzeg, que posteriorment s'estendria fins a Berlín. El 1873, Sopot es va transformar en un centre administratiu dintre de l'organització territorial d'Alemanya. Temps després, altres assentaments de la zona van anar incorporant-se a la comuna, la qual cosa va permetre que el nombre d'habitants arribés als 2.800 en l'any 1874.
A principis del segle xx, Sopot era el lloc de descans favorit del Kaiser Guillem II d'Alemanya. La ciutat era un centre de salut important pels habitants de la propera Danzig, així com per a l'aristocràcia de Berlín, Varsòvia i Koenigsberg. Després de la Primera Guerra Mundial, es va fundar un casino en el Grand Hotel, que esdevingué la principal font d'ingressos per a les arques de la Ciutat Lliure.
El 1877, el govern del municipi va adquirir l'assentament als descendents del Dr. Haffner i es va bolcar en el seu desenvolupament. Un segon sanatori va ser construït el 1881, i el moll es va veure estès en 85 m. Dos anys després, es van construir pistes de tennis i un hipòdrom on la gent podia fer les seves apostes. En aquells moments les dues esglésies més importants eren la Protestant, inaugurada el 17 de setembre de 1901 i la Catòlica, el 21 de desembre d'aquest mateix any.
El 8 d'octubre de 1901, l'emperador Guillem II de Prússia va atorgar a Sopot drets de ciutat. Gràcies a aquests privilegis, la ciutat va adquirir un ritme de creixement encara major al que tenia.
El 1904, un nou sanatori balneari va ser obert al públic. Tres anys després, es van inaugurar nous banys termals al sud dels existents, aquesta vegada d'estil viking. El 1909, es va procedir a l'obertura d'un teatre als boscos als afores de la ciutat, on fins a l'actualitat anualment s'hi fa el Festival Internacional de la Cançó de Sopot. Cap a 1912, un tercer complex de banys, sanatoris, hotels i restaurants va ser inaugurat, atraient encara més turistes cap a la regió. Després de la Primera Guerra Mundial, Sopot tenia 17.400 habitants permanents i rebia més de 20.000 turistes a l'any.
Després de la signatura del Tractat de Versalles, Sopot va passar a formar part de la Ciutat lliure de Danzig. Gràcies a la proximitat de la frontera amb Polònia, l'economia de l'assentament es va recuperar ràpidament de la guerra. El recentment inaugurat casino era la principal font d'ingressos del petit estat. El 1927, les autoritats van construir el Kasino-Hotel, que avui dia és una de les principals atraccions. Després de la Segona Guerra Mundial va canviar de nom per passar a dir-se Grand Hotel, que actualment segueix sent un dels hotels més luxosos de Pomerania.
El 1922 a l'Òpera Lesna va començar a fer-se un festival en honor de Richard Wagner. Aquest esdeveniment va arribar tal nivell de qualitat, que Sopot va ser dita per alguns "la Bayreuth del nord".
El 1928 el moll va ser estès fins a la seva longitud actual de 512 m. Es va transformar llavors en el moll de fusta més llarg d'Europa, i en un dels més llargs del món. A principis dels anys 30 la ciutat va arribar el seu màxim de recepció de turistes estrangers: més de 30.000 arribaven al lloc cada any, sense contar als habitants de Danzig que passaven les seves vacances allí. No obstant això, la tensió en la frontera polonesa en la dècada dels 20 i la creixent popularitat dels moviments nazis van començar a espantar als visitants. El 1938, els alemanys locals van incendiar una sinagoga. L'1 de setembre de 1939 va començar la Segona Guerra Mundial. L'endemà, la Ciutat lliure de Danzig va ser ocupada per Alemanya, i la major part dels polonesos i jueus locals van ser arrestats i expulsats. Durant el conflicte bèl·lic, Sopot va deixar de ser una referència turística. El 1942 es va realitzar l'últim festival en honor de Wagner.
El 23 de març de 1945 la ciutat va caure en mans de l'Exèrcit Roig. Durant les batalles que es van dur a terme i en els dies subsegüents, prop del 10% de les edificacions van ser destruïdes. Els soldats de l'Exèrcit Roig van incendiar la major part de les cases properes al moll, i van destruir el complex sanatori més antic del lloc. Seguint els dictàmens de la Conferència de Potsdam, Sopot va passar a formar part de Polònia. Les autoritats de la Voivodia de Pomerania van tenir seu en aquesta ciutat fins a finals de 1946. Els habitants alemanys que quedaven a la ciutat després de la guerra van ser evacuats per les autoritats alemanyes, la ciutat es va començar a poblar amb colons polonesos que provenien d'àrees que havien estat annexades per la Unió Soviètica. Amb la fi de la guerra, Sopot va començar a recuperar-se ràpidament. Va ser inaugurada una línia de tramvia que connectava la ciutat amb Gdańsk, així com sengles escoles de música, de comerç marítim, una biblioteca i una galeria d'art. Des de l'any 1948 el Festival d'Art es porta a terme anualment. El 1952, el tramvia va ser reemplaçant per una línia ferroviària suburbana que connectava Sopot, Gdańsk i Gdynia. Si bé l'any 1954 l'escola d'arts plàstiques es va mudar a Gdańsk, Sopot es va mantenir com centre cultural de referència. El 1956 es va portar a terme el primer festival de jazz, estil musical que fins llavors havia estat prohibit per les autoritats comunistes. El 1961, es va realitzar la primera edició del Festival Internacional de la Cançó, i dos anys després el carrer principal de la ciutat va ser convertida en una pels vianants.

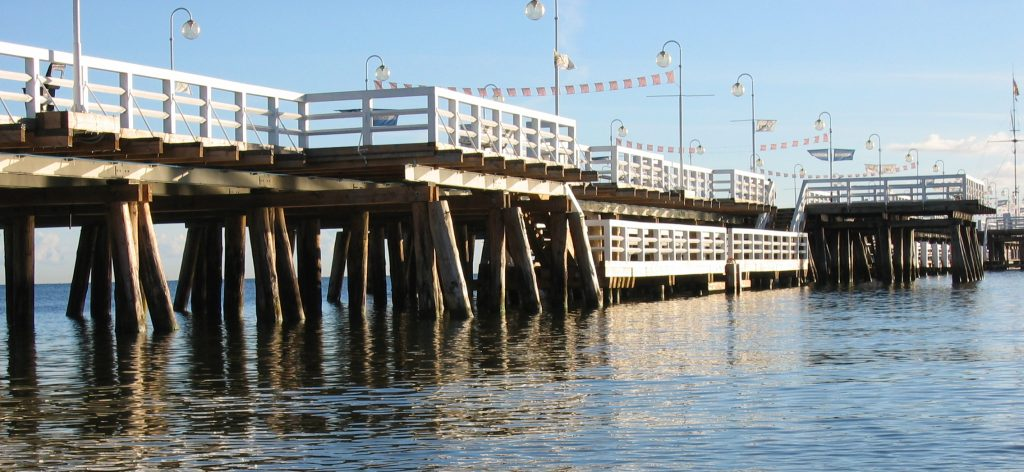
Port de Sopot. És el moll de fusta més llarg d'Europa, amb una extensió total de 650 m (450 dels quals estan sobre l'aigua)

El 1972, un nou complex de banys, sanatoris i hotels va ser obert al públic, al qual es va addicionar un altre més el 1975. Cap a 1977, la població de Sopot va arribar als 54.500 habitants, la xifra més alta de la història de la ciutat fins a aquest moment. El 1979 es declarà a la ciutat com monument arquitectònic, i el centre històric de la ciutat va ser protegit per l'Estat. La Llei Marcial de Polònia i la subseqüent depressió econòmica van acabar amb l'adveniment de la democràcia l'any 1989. El 1995 els banys i sanatoris del sud de la ciutat van ser ampliats, i Sopot va tornar a tenir el status oficial de spa l'any 1999.
En el 2001, la ciutat va commemorar el cent aniversari dels drets de ciutat.

## Alcaldes
- 1902-1905 Volkmar Wurmb
- 1905-1908 Johannes Kollath
- 1908 Baró Von Gagern
- 1908-1919 Max Woldmann
- 1919-1930 Erich Laue
- 1930-1934 Hermann Lewerenz
- 1934-1936 Fliessbach
- 1936-1941 Erich Temp
- 1942 Gerchard Koß
- 1942 Schröder
- 1942-1945 ?
- 1945 Henryk Michniewicz
- 1945 Tadeusz Soboń
- 1946 Antoni Turek
- 1946-1948 Leonard Wierzbicki
- 1948 Srebrnik
- 1948 Bolesław Śliwiński
- 1948-1949 Jan Kapusta
- 1949-1950 Piotr Nowak
- 1950-1952 Alfred Müller
- 1952-1954 Hieronim Kozieł
- 1954-1958 Roman Kosznik
- 1958-1965 Stanisław Podraszko
- 1965-1969 Zenon Bancer
- 1969-1978 Bolesław Robakowski
- 1978-1981 Lech Świątkowski
- 1981-1984 Cezary Dąbrowski
- 1984-1990 Andrzej Plona
- 1990-1992 Henryk Ledóchowski
- 1992-1998 Jan Kozłowski
- 1998-actualitat Jacek Karnowski

## Personalitats destacades

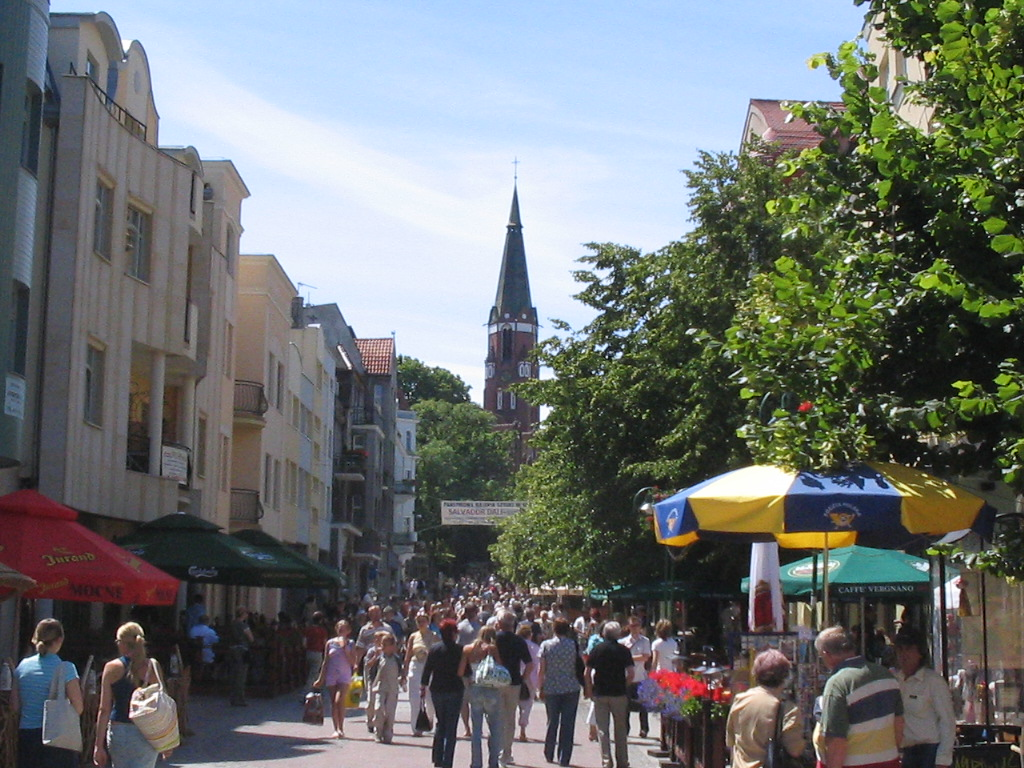
Carrer del centre de la ciutat

La següent és una llista de personalitats que van néixer o viuen a Sopot.
- Kiejstut Bereźnicki, pintor
- Janusz Christa, historiador
- Maciej Dejczer, director de cine
- Jerzy Doerffer, navilier e enginyer
- Klaus Kinski, actor
- Leszek Możdżer, músic de jazz i compositor
- Joseph McNaull, jugador de bàsquet
- Grzegorz Skawiński, music

Entre els visitants del spa de la ciutat es conten moltes personalitats notables. Algunes de les quals es van albergar en el Grand Hotel quan van anar:
- Charles Aznavour, cantant francès
- Joséphine Baker, cantant americana
- Fidel Castro, president de Cuba
- Marlene Dietrich, actriu i cantant alemanya
- Hermann Goering, polític alemany, comandant de Luftwaffe
- Reza Shah Pahlavi, shah de l'Iran
- Omar Sharif, actor egipci
- Charles de Gaulle, general i president de França
- Adolf Hitler, canceller d'Alemanya
- Ignacy Mościcki, president de Polònia

## Agermanaments
- Frankenthal, Alemanya
- Ratzeburg, Alemanya
- Peterhof, Rússia
- Karlshamn, Suècia
- Southend on Sea, Regne Unit
- Næstved, Dinamarca
- Ashkelon, Israel
- Zakopane, Polònia